# Хартсел (Алабама)
Хартсел (енгл. Hartselle) град је у америчкој савезној држави Алабама. По попису становништва из 2010. у њему је живело 14.255 становника.

## Демографија
Према попису становништва из 2010. у граду је живело 14.255 становника, што је 2.236 (18,6%) становника више него 2000. године.
| Група             | 2000.          | 2010.          |
| Белци             | 11.020 (91,7%) | 12.915 (90,6%) |
| Афроамериканци    | 620 (5,2%)     | 613 (4,3%)     |
| Азијати           | 37 (0,3%)      | 64 (0,4%)      |
| Хиспаноамериканци | 155 (1,3%)     | 357 (2,5%)     |
| Укупно            | 12.019         | 14.255         |